# Fara in Sabina
Pour les articles homonymes, voir Sabina.
Fara in Sabina est une commune italienne d'environ 13 900 habitants, située dans la province de Rieti, dans la région Latium, en Italie centrale. Depuis l'Antiquité, son territoire est connu pour ses oliveraies séculaires.

## Géographie

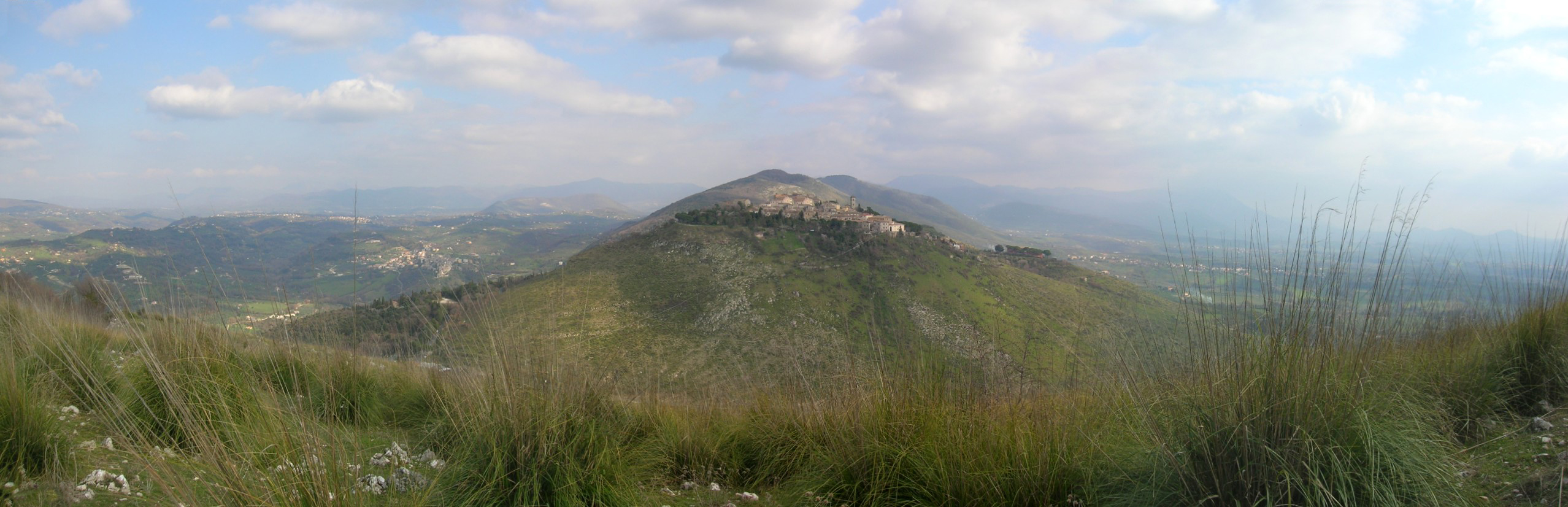
Le site de Fara in Sabina.

Le bourg central est situé au sommet du mont Bruzio. Les frazioni qui composent le territoire de la commune sont Coltodino, Talocci, Passo Corese, Borgo Quinzio, Corese Terra, Canneto, Prime Case, Baccelli et Farfa.
Fara in Sabina a pour communes limitrophes : Castelnuovo di Farfa, Montelibretti, Montopoli di Sabina, Nerola et Toffia.

## Histoire
Le territoire de la commune est occupé au moins depuis le Paléolithique moyen.
Au IXe siècle av. J.-C. s'établit au lieu-dit Santa Maria in Arci un habitat qui deviendra la cité sabine de Cures Sabini, qui était, selon la tradition romaine, le berceau des rois Titus Tatius, Numa Pompilius et Ancus Marcius. Cette cité a continué d'exister, assez modestement, à l'époque romaine. Elle est aux Ve et VIe siècles le siège d'un évêché. Elle a probablement été détruite par les Lombards à la fin du VIe siècle. L'habitat se déplace alors sur le site actuel.

## Administration
| Période                                  | Période           | Identité          | Étiquette                              | Qualité |
| ---------------------------------------- | ----------------- | ----------------- | -------------------------------------- | ------- |
| 27 avril 1997                            | 13 mai 2001       | Tarso Venti       | Centre-gauche                          | Maire   |
| 13 mai 2001                              | 29 mai 2006       | Tersilio Leggio   | Centre-gauche                          | Maire   |
| 26 mai 2006                              | 16 mai 2011       | Vincenzo Mazzeo   | Parti démocrate                        | Maire   |
| 16 mai 2011                              | 21 septembre 2020 | Davide Basilicata | Le Peuple de la Liberté                | Maire   |
| 22 septembre 2020                        | en cours          | Roberta Cuneo     | Lega per Salvini Premier, Forza Italia | Maire   |
| Les données manquantes sont à compléter. |                   |                   |                                        |         |

### Jumelages
- Santa Vittoria in Matenano (Italie) ;
- Villemur-sur-Tarn (France).

## Économie
L'huile d'olive extra vierge d'appellation Sabina est produite en partie sur le territoire de la commune.

## Culture et patrimoine

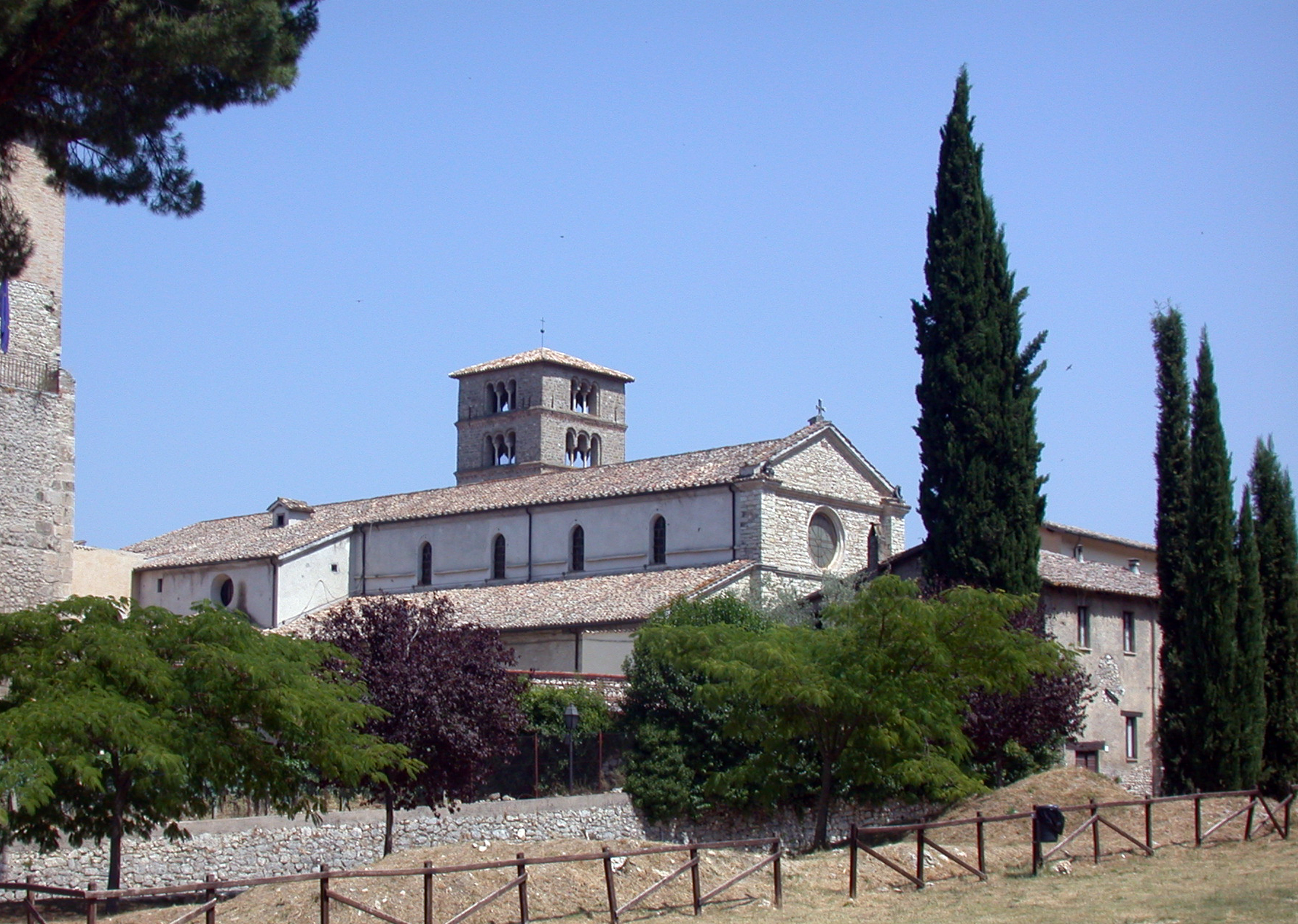
Église abbatiale de Farfa.

- Monastère des Clarisses Ermites , monastère de l'Ordre de Saint-Claire, où l'usage de la parole était proscrit jusqu'à la fin des du XIXe siècle[2].
- Abbaye Sainte-Marie de Farfa. Abbaye bénédictine fondée au VIe siècle[3].
- Église de San Giacomo construite au XVIIe siècle, elle est reprise en 1619 par la Confrérie de la Miséricorde qui se charge de la restaurer[2].
- Ruderi di San Martino. Ruines d'une autre abbaye du XIe siècle, dépendant de Farfa.